# 아메리칸 드래곤: 제이크 롱
《아메리칸 드래곤: 제이크 롱》(영어: American Dragon: Jake Long)은 러프 드래프트 코리아, 미국의 TV 애니메이션으로, 월트 디즈니 텔레비전에서 제작하였다. 미국에서는 디즈니 채널과 툰 디즈니에서 방송되었다.